# Pseudamycus sylvestris
Pseudamycus sylvestris là một loài nhện trong họ Salticidae.
Loài này thuộc chi Pseudamycus. Pseudamycus sylvestris được Elizabeth Maria Gifford Peckham & George William Peckham miêu tả năm 1907.